# Айдинович, Эдин
Эдин Айдинович (серб. Един Ајдиновић; род. 7 июня 2001, Белград) — сербский футболист, полузащитник.

## Клубная карьера
Айдиинович — воспитанник клубов «Црвена звезда» и «Вождовац». 31 мая 2020 года в матче против «Мачвы» он дебютировал в сербской Суперлиге. В поединке против «Металаца» Эдин забил свой первый гол за «Вождовац». 